# 印第安納州第九國會選區
印第安纳州第九国会选区是美国印第安纳州的一个国会选区，该选区位于印第安纳州中南部和东南部，从印第安纳波利斯的南郊一直延伸到路易维尔都会区位于印第安纳的一侧。该地区最大的城市是印第安纳大学所在地布卢明顿。目前该选区的众议院为共和党籍的特雷·霍灵斯沃斯，他成功填补了参议员托德·扬所留下的空位。